# Stefaniola foliosae
Stefaniola foliosae är en tvåvingeart som beskrevs av Fedotova 1992. Stefaniola foliosae ingår i släktet Stefaniola och familjen gallmyggor.
Artens utbredningsområde är Kazakstan. Inga underarter finns listade i Catalogue of Life.